# Diederich Christian Ludwig Witting

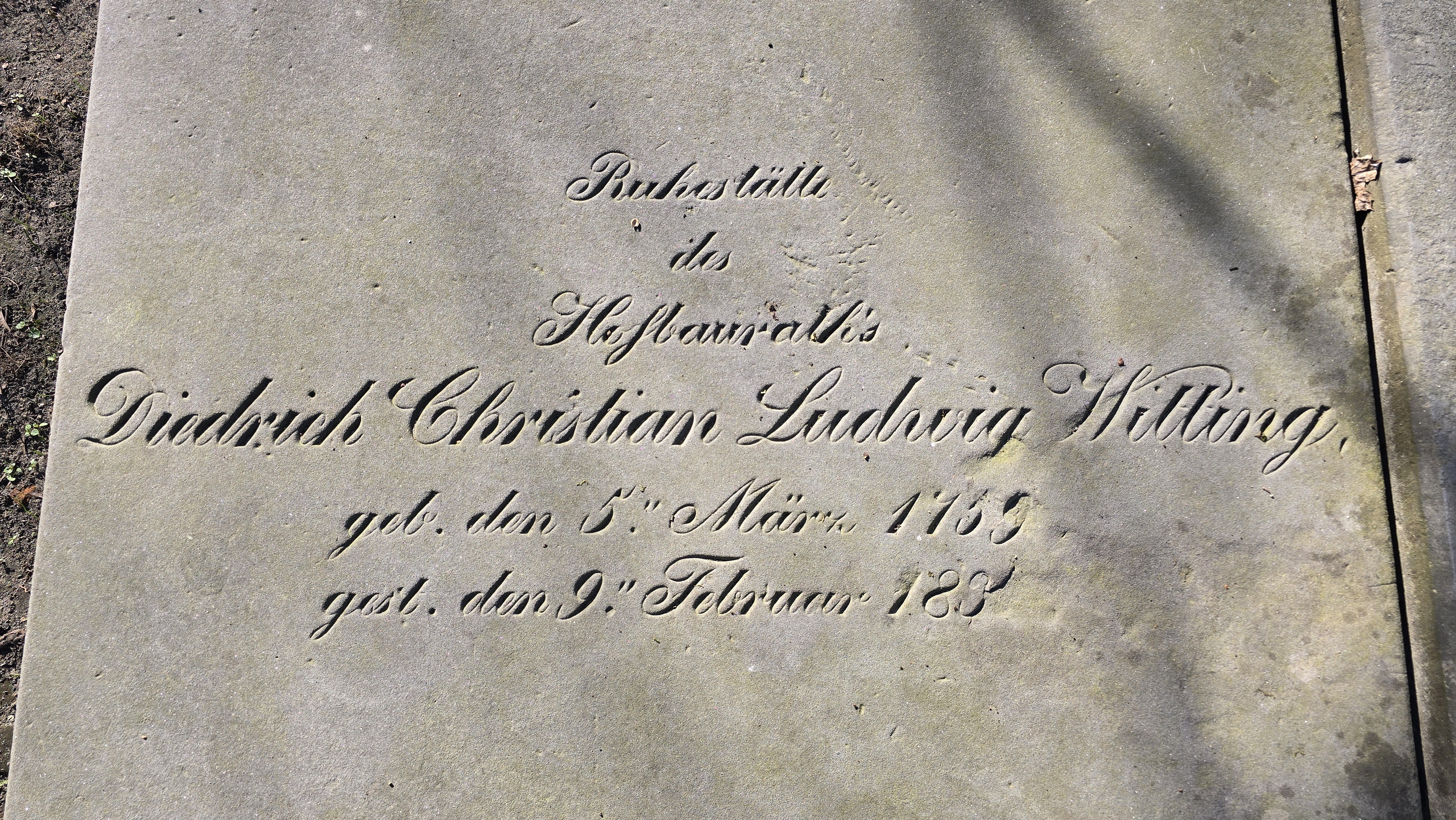
Grabplatte für „Diedrich Christian Ludwig Witting“ auf dem Gartenfriedhof in Hannover

Diederich Christian Ludwig Witting (auch: Christian Ludewig Witting, * 1759; † 8. oder 9. Februar 1837) war ein deutscher Baumeister und Stadtplaner. Als Baubeamter des Königreichs Hannover stieg er bis in den Rang eines Hofbaurats auf.

## Leben
Seine Eltern waren der Deichvogt Johann Christoph Witting (1735–1791) und Sophie Elisabeth geb. Völcker.
Zu seiner Ausbildung sind nur zwei Reisestipendien 1795 und 1797 in Höhe von 150 bzw. 120 Reichstalern übermittelt.
Zunächst war er tätig im Landbauwesen, wahrscheinlich unter Oberlandbaumeister Christian Ludwig Ziegler. 1784 wurde er Bauaufseher, 1788 supernumerärer Conducteur beim hannoverschen Landbauwesen, 1797 wirklicher Landbaukondukteur und 1800 Landbauverwalter.
Am 13. Juni 1801 wechselte er zum Hofbau in Hannover, wurde Hofbauverwalter, im Mai 1802 Vice-Hofbaumeister und 1821 schließlich Hofbaurat. Sein Untergebener Georg Ludwig Friedrich Laves überflügelte ihn bald. Von 1818 bis 1837 war er darüber hinaus Wegebaumeister der königlichen General-Wegebau-Kommission.
Am 2. Februar 1803 heiratete er in Dannenberg (Elbe) Dorothee Elisabeth Eggeling (1777–1839).

## Bauten

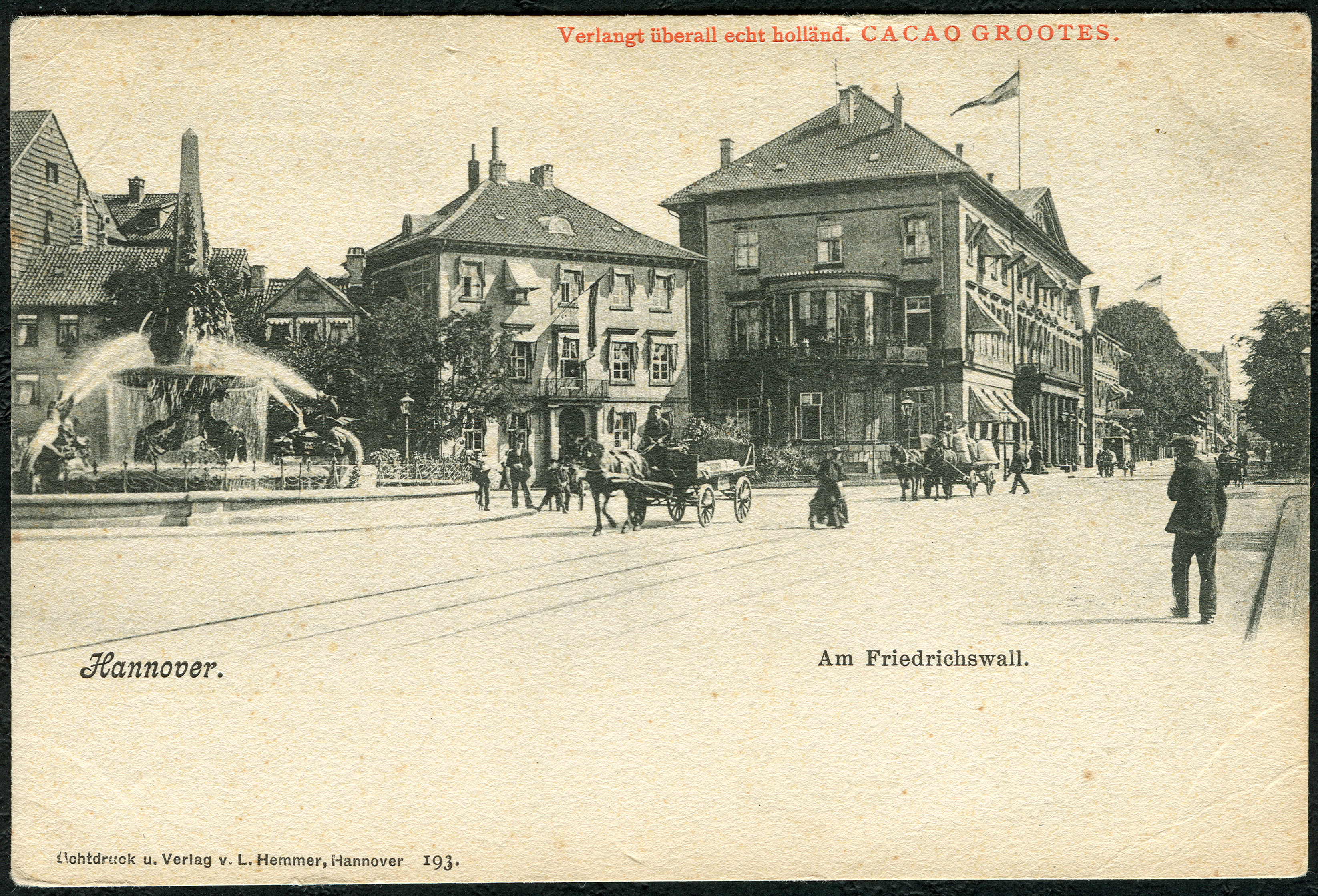
Wohnhaus am Himmelreich;
Ansichtskarte 193 von Ludwig Hemmer, um 1900

- 1803/1816: Wohnhaus Sack / Platen-Hallermund in Hannover, Georgsplatz (nicht erhalten)[5]
- 1817: Wiederaufbau des Ständehauses in Hannover, Osterstraße (nicht erhalten)
- 1821–1823: eigenes Wohnhaus Am Himmelreich in Hannover (neben dem Wangenheimpalais; später zeitweise Standesamt[6]; nicht erhalten)
- ab 1824: zweites Landdrosteigebäude in Hannover, Archivstraße (nicht erhalten)